# Cupa României 1970/71
Der Cupa României in der Saison 1970/71 war das 33. Turnier um den rumänischen Fußballpokal. Sieger wurde zum dritten Mal in Folge Steaua Bukarest, das sich in der Neuauflage des Vorjahresfinals am 4. Juli 1971 gegen Dinamo Bukarest durchsetzen konnte. Dadurch qualifizierte sich Steaua für den Europapokal der Pokalsieger.

## Modus
Die Klubs der Divizia A stiegen erst in der Runde der letzten 32 Mannschaften ein und mussten zunächst auswärts antreten. Im Achtelfinale fanden alle Spiele auf neutralem Platz statt. Es wurde jeweils nur eine Partie ausgetragen. Stand diese nach 90 Minuten unentschieden, folgte eine Verlängerung von 30 Minuten. Falls danach noch immer keine Entscheidung gefallen war, kam die klassentiefere Mannschaft weiter. Spielten beide in der gleichen Liga, kam die Mannschaft mit dem geringeren Durchschnittsalter in die nächste Runde. Im Sechzehntelfinale kam im Falle eines Unentschiedens nach Verlängerung die auswärts spielende Mannschaft eine Runde weiter.
Im Viertel- und Halbfinale wurde der Sieger in Hin- und Rückspiel ermittelt.

## Sechzehntelfinale
| Datum         |                       | Ergebnis  |                       |
| ------------- | --------------------- | --------- | --------------------- |
| 7. März 1971  | CFR Arad              | 0:3 (0:2) | FC Argeș Pitești      |
|               | Metalul Bukarest      | 2:0 (1:0) | Universitatea Craiova |
|               | IRA Câmpina           | 1:3 (1:2) | Rapid Bukarest        |
|               | Unirea Dej            | 0:2 (0:1) | Universitatea Cluj    |
|               | Minerul Comănești     | 1:6 (0:3) | SC Bacău              |
|               | Fulgerul Dohoroi      | 0:1 (0:0) | CFR Timișoara         |
|               | Chimia Făgăraș        | 2:1 (1:1) | CFR Cluj              |
|               | Corvinul Hunedoara    | 0:2 (0:1) | Steaua Bukarest       |
|               | IMU Medgidia          | 0:1 (0:0) | Farul Constanța       |
|               | Crișul Oradea         | 5:1 (4:0) | Politehnica Iași      |
|               | Steagul Roșu Plenița  | 0:4 (0:2) | UTA Arad              |
|               | Oltul Sfântu Gheorghe | 0:1 (0:0) | Petrolul Ploiești     |
|               | CSM Sibiu             | 0:4 (0:3) | Progresul Bukarest    |
|               | Politehnica Timișoara | 3:0 (1:0) | Steagul Roșu Brașov   |
|               | Aurora Urziceni       | 0:2 (0:1) | Dinamo Bukarest       |
| 10. März 1971 | Progresul Brăila      | 2:1 (0:1) | Jiul Petroșani        |

## Achtelfinale
| Datum         |                       | Ergebnis             |                    | Ort           |
| ------------- | --------------------- | -------------------- | ------------------ | ------------- |
| 24. März 1971 | Dinamo Bukarest       | 1:0 (0:0)            | Chimia Făgăraș     | Brașov        |
|               | Politehnica Timișoara | 13:0 1               | Progresul Bukarest | Craiova       |
|               | Universitatea Cluj    | 2:0 (2:0)            | UTA Arad           | Hunedoara     |
|               | Metalul Bukarest      | 0:0 n. V.            | Petrolul Ploiești  | Plopeni       |
|               | Progresul Brăila      | 0:0 n. V.            | SC Bacău           | Râmnicu Sărat |
|               | Crișul Oradea         | 0:0 n. V.            | Farul Constanța    | Sibiu         |
|               | Steaua Bukarest       | 1:1 n. V. (1:1, 1:1) | FC Argeș Pitești   | Târgoviște    |
|               | CFR Timișoara         | 0:0 n. V.            | Rapid Bukarest     | Turnu Severin |

## Viertelfinale
Die Hinspiele fanden am 28. April 1971, die Rückspiele am 2. Juni 1971 statt.
|                       | Gesamt |                    | Hinspiel  | Rückspiel |
| --------------------- | ------ | ------------------ | --------- | --------- |
| Dinamo Bukarest       | 4:1    | Progresul Brăila   | 4:1 (3:0) | 0:0       |
| Metalul Bukarest      | 4:0    | CFR Timișoara      | 4:0 (2:0) | 0:0       |
| Steaua Bukarest       | 6:0    | Crișul Oradea      | 5:0 (2:0) | 1:0 (1:0) |
| Politehnica Timișoara | 2:3    | Universitatea Cluj | 1:3 (1:0) | 1:0 (1:0) |

## Halbfinale
Die Hinspiele fanden am 16. Juni 1971, die Rückspiele am 23. Juni 1971 statt.
|                    | Gesamt |                 | Hinspiel  | Rückspiel |
| ------------------ | ------ | --------------- | --------- | --------- |
| Metalul Bukarest   | 2:5    | Dinamo Bukarest | 1:0 (1:0) | 1:5 (0:1) |
| Universitatea Cluj | 2:6    | Steaua Bukarest | 2:2 (2:1) | 0:4 (0:2) |

## Finale
| Paarung         | Steaua Bukarest – Dinamo Bukarest |
| Ergebnis        | 3:2 (2:1) |
| Datum           | 4. Juli 1971 |
| Stadion         | Stadionul 23 August, Bukarest |
| Zuschauer       | 50.000 |
| Schiedsrichter  | Kevork Ghemigean (Bukarest) |
| Tore            | 0:1 Mircea Lucescu (2.) 1:1 Gheorghe Tătaru (23.) 2:1 Gheorghe Tătaru (30.) 2:2 Mircea Lucescu (58.) 3:2 Gheorghe Tătaru (80). |
| Steaua Bukarest | Carol Haidu, Lajos Sătmăreanu, Marius Ciugarin, Gheorghe Cristache, Iosif Vigu, Vasile Negrea, Ion Naom, Nicolae Pantea, Gheorghe Tătaru, Anghel Iordănescu, Dumitru Dumitriu (70. Vasile Aelenei) Cheftrainer: Ștefan Kovács                                             |
| Dinamo Bukarest | Mircea Constantinescu, Florin Cheran, Ion Nunweiller, Gabriel Sandu (46. Mircea Stoenescu), Augustin Deleanu, Cornel Dinu, Radu Nunweiller, Viorel Sălceanu, Doru Popescu (55. Ion Haidu), Florea Dumitrache, Mircea Lucescu Cheftrainer: Traian Ionescu, Nicolae Dumitru |